# Renato Ruy
Renato Tupan Ruy, conhecido como Tupan (Maringá, 7 de junho de 1979) é um  handebolista brasileiro, que atuava na ponta direita. Formou-se em Administração e em Direito. Atualmente atua como Terapeuta Manual no Departamento Nacional de Esportes do Aspetar Hospital, no Qatar.

## Trajetória desportiva
Começou a jogar handebol aos nove anos mas, um ano depois, trocou os gols da modalidade pelo vôlei, retornando aos 13 anos, sempre pela equipe de sua cidade natal, o Clube Olímpico Maringá. Após concluir o ensino médio, mudou-se para São Paulo e defendeu o Esporte Clube Pinheiros.
Integrante da seleção adulta desde 1998, quando ainda era júnior, participou dos campeonatos mundiais de 1999, 2001 - depois do qual operou o joelho e ficou um ano parado - e 2003.
Fez parte da equipe que conquistou a medalha de ouro nos Jogos Pan-Americanos de 2003 em Santo Domingo. No mesmo ano, mudou-se para a Alemanha, onde atuou por sete temporadas. Tupan foi ao país para treinar com equipes locais, por intermédio de Bruno Souza; a experiência deu certo e ele foi contratado por um modesto time da Terceira Divisão, o Langenal. Lá, o atleta subiu degrau por degrau, até chegar à Primeira Divisão Alemã.
Foi aos Jogos Olímpicos de 2004 em Atenas,. Em 2007 fez parte da equipe que ganhou o bicampeonato pan-americano no Rio de Janeiro. Foi aos Jogos Olímpicos de 2008 em Pequim. Um dos melhores do mundo em sua posição, fez muito pelo Brasil em Pequim, e ajudou a equipe a ficar com a 11ª colocação.
Em junho de 2010 voltou ao Brasil para atuar na Metodista/São Bernardo. Participou, ainda, da conquista da medalha de prata nos Jogos Pan-Americanos de 2011, em Guadalajara (México).
Em setembro de 2016, enquanto jogava no IFH Super Globe, no Qatar, sofreu uma lesão total do calcâneo, o que o tirou definitivamente das quadras. Após este evento, começou a estudar Massoterapia na área desportiva, tendo feito cursos no Brasil e na Tailandia. Em 2018 foi convidado a trabalhar no Departamento Nacional de Esportes do Qatar como Terapeuta Manual, para onde se mudou em outubro de 2018 e mora atualmente.